# العلاقات الفيجية القطرية
العلاقات الفيجية القطرية هي العلاقات الثنائية التي تجمع بين فيجي وقطر.

## مقارنة بين البلدين
هذه مقارنة عامة ومرجعية للدولتين:
| وجه المقارنة                                              | فيجي                                                                 | قطر           |
| --------------------------------------------------------- | -------------------------------------------------------------------- | ------------- |
| المساحة (كم2)                                             | 18.27 ألف                                                            | 11.44 ألف     |
| عدد السكان (نسمة)                                         | 915.30 ألف                                                           | 2.64 مليون    |
| الكثافة السكانية (ن./كم²)                                 | 50.1                                                                 | 230.77        |
| العاصمة                                                   | سوفا                                                                 | الدوحة        |
| اللغة الرسمية                                             | لغة إنجليزية، اللغة الفيجية، اللغة الفيجي الهندية، اللغة الهندستانية | اللغة العربية |
| العملة                                                    | دولار فيجي                                                           | ريال قطري     |
| الناتج المحلي الإجمالي (بليون دولار)                      | 5.06 مليار                                                           | 167.61 مليار  |
| الناتج المحلي الإجمالي (تعادل القوة الشرائية) بليون دولار | 8.32 مليار                                                           | 316.40 مليار  |
| الناتج المحلي الإجمالي الاسمي للفرد دولار أمريكي          | 4.96 ألف                                                             | 73.65 ألف     |
| الناتج المحلي الإجمالي للفرد دولار أمريكي                 | 8.79 ألف                                                             | 141.54 ألف    |
| مؤشر التنمية البشرية                                      | 0.727                                                                | 0.850         |
| رمز المكالمات الدولي                                      | +679                                                                 | +974          |
| رمز الإنترنت                                              | .fj                                                                  | .qa           |
| المنطقة الزمنية                                           | ت ع م+12:00                                                          | ت ع م+03:00   |

## منظمات دولية مشتركة
يشترك البلدان في عضوية مجموعة من المنظمات الدولية، منها:
| علم المنظمة | اسم المنظمة                               | تاريخ انضمام فيجي | تاريخ انضمام قطر |
| ----------- | ----------------------------------------- | ----------------- | ---------------- |
|             | المنظمة الهيدروغرافية الدولية             | ?                 | ?                |
|             | الاتحاد البريدي العالمي                   | ?                 | ?                |
|             | يونسكو                                    | 14 يوليو 1983     | 27 يناير 1972    |
|             | البنك الدولي للإنشاء والتعمير             | 28 مايو 1971      | 25 سبتمبر 1972   |
|             | منظمة التجارة العالمية                    | ?                 | ?                |
|             | وكالة ضمان الاستثمار متعدد الأطراف        | 24 سبتمبر 1990    | 22 أكتوبر 1996   |
|             | الاتحاد الدولي للاتصالات                  | 5 مايو 1971       | 27 مارس 1973     |
|             | منظمة الشرطة الجنائية الدولية             | ?                 | ?                |
|             | مؤسسة التمويل الدولية                     | 12 يوليو 1979     | 11 أكتوبر 2008   |
|             | الأمم المتحدة                             | 13 أكتوبر 1970    | 21 سبتمبر 1971   |
|             | منظمة حظر الأسلحة الكيميائية              | ?                 | ?                |
|             | المركز الدولي لتسوية المنازعات الاستشارية | 10 سبتمبر 1977    | 20 يناير 2011    |

## وصلات خارجية
- موقع وزارة الخارجية الفيجية
- موقع وزارة الخارجية القطرية